# الظل الأبيض (مسلسل)
الظل الأبيض، مسلسل درامي سياسي بوليسي يتناول قضية التعاون بين المخابرات الكويتية والمصرية واللبنانية وقضية مافيا المخدرات في الوطن العربي وكيفية وصول السلاح الجرثومي إلى يد الارهابيين لاستخدامه في تدمير مجتمعاتنا.
المسلسل من بطولة:
أحمد جوهر[ ؟ ]، جمال الردهان، أحمد السلمان، عبد الإمام عبد الله، عبير الجندي، شفيقة يوسف، سلمى سالم.
من تأليف: أحمد جوهر..من إخراج: شرويت عادل